# Лясотка
Лясотка (пол. Lasotka) — село в Польщі, у гміні Ілув Сохачевського повіту Мазовецького воєводства.
Населення — 111 осіб (2011).
У 1975-1998 роках село належало до Плоцького воєводства.

## Демографія
Демографічна структура станом на 31 березня 2011 року:
|          | Загалом | Допрацездатний вік | Працездатний вік | Постпрацездатний вік |
| -------- | ------- | ------------------ | ---------------- | -------------------- |
| Чоловіки | 53      | 7                  | 44               | 2                    |
| Жінки    | 58      | 18                 | 29               | 11                   |
| Разом    | 111     | 25                 | 73               | 13                   |